# Кудрово
Ку́дрово (фін. Väärämäki) — місто Заневського міського поселення Всеволожського району Ленінградської області, розташоване на березі лівої притоки Охти, річки Оккервіль.
Розташоване в південно-західній частині району, безпосередньо примикає до східної межі Санкт-Петербурга. За 1 км на схід від села проходить  Санкт-Петербурзька кільцева автомобільна дорога.
У 2018 році село Кудрово отримало статус міста.